# Andrei Kuznetsoff
Padre Andrei Akaki, nome civil de Andrei Kuznetsov (17 de outubro de 1873? – 31 de janeiro de 1984) foi um monge ortodoxo russo que morreu como a pessoa mais velha dos países nórdicos e o homem mais velho da Finlândia antes de Aarne Arvonen.

## Biografia
Como adolescente, Kuznetsov foi a um mosteiro porque queria evitar o exército russo.
Kuznetsov foi ao Mosteiro de Solovetsky na ilha no Mar Branco. Ele começou a trabalhar como palafreneiro, em que ele continuou até os 90 anos. Em 1898, ele foi para o Mosteiro Pechenga de Petsamo, onde ele se tornou um monge em 1913 após 15 anos no mosteiro. Ele tomou o nome de Akaki após o Akathist o Bispo de Malta.
A vida do mosteiro foi interrompida durante a Guerra de Inverno e a Guerra da Continuação e os monges se mudaram em 1942 para o mosteiro de New Valamo em Heinävesi, onde os monges do Mosteiro de Valaam foram transferidos por causa da guerra. O padre Akaki cuidou de cavalos até os 90 anos, quando o mosteiro parou de manter cavalos.

Aos 100 anos, ele ainda podia caminhar até a igreja. Quando Akaki chegou aos 107 anos recebeu uma carta do município de Heinävesi onde foi convidado para a primeira série da escola primária porque o programa de computador cometeu um erro porque não podia reconhecer os séculos um do outro. O erro foi muito engraçado para Akaki.
O Padre Akaki morreu em 30 de janeiro de 1984 aos 110 anos e 106 dias na última noite de sua última eucaristia.

## Data de nascimento não confirmada
Por causa da falta de registros de nascimento do padre Akaki, sua data de nascimento não possui uma fonte confiável.